# 분청사기인화국화문사이부태호
분청사기인화국화문사이부태호(粉靑沙器印花菊花文四耳附胎壺)는 부산광역시 서구, 동아대학교 석당박물관에 있는 조선시대의 분청사기이다. 2010년 9월 20일 부산광역시의 유형문화재 제102호로 지정되었다.

## 개요
이 분청사기인화국화문사이부태호는 기형과 인화기법으로 볼 때 조선 초기인 15세기에 충청도 지역에서 생산되던 분청사기로 추정된다. 태호 중 국보 제177호로 지정된 《분청사기 인화국화문 태항아리》(粉靑沙器 印花菊花文 胎壺)의 풍만한 항아리모양의 외호와 홀쭉한 내호의 전체적인 형태와 동체 표면에 시문된 인화문 등은 동아대학교박물관 소장 태호에서도 엿 볼 수 있다. 이처럼 15세기 전반기에는 분청사기로 제작된 네 귀가 달려 있는 항아리가 많이 생산되고 있으며 유존하는 작품들 또한 많은 편이다.
동아대학교박물관 소장 분청사기인화국화문사이부태호는 국보 제177호 《분청사기 인화국화문 태항아리》와 비교해 보면 수비의 상태라든가 성형 및 시유와 시문 등의 제작기술에서 다소 격이 떨어지지만 기형(器形)과 크기가 유사할 뿐만 아니라 내호와 외호를 다 갖추고 있는 15세기의 귀중한 분청사기 태호이다.

## 같이 보기
- 분청사기 인화국화문 태항아리 - 국보 제177호

## 참고 자료
- 분청사기인화국화문사이부태호 - 국가유산청 국가유산포털